# Villa Nueva (Mendoza)
Villa Nueva is een plaats in het Argentijnse bestuurlijke gebied Guaymallén in de provincie Mendoza. De plaats telt 150.104 inwoners.